# Musée Mucha
Le musée Mucha, ou Muchovo Muzeum en tchèque, est un musée de Prague, en République tchèque. Dédié à Alfons Mucha, il est situé dans le palais Kounicky, un palais baroque de la Nouvelle Ville.

## Collection

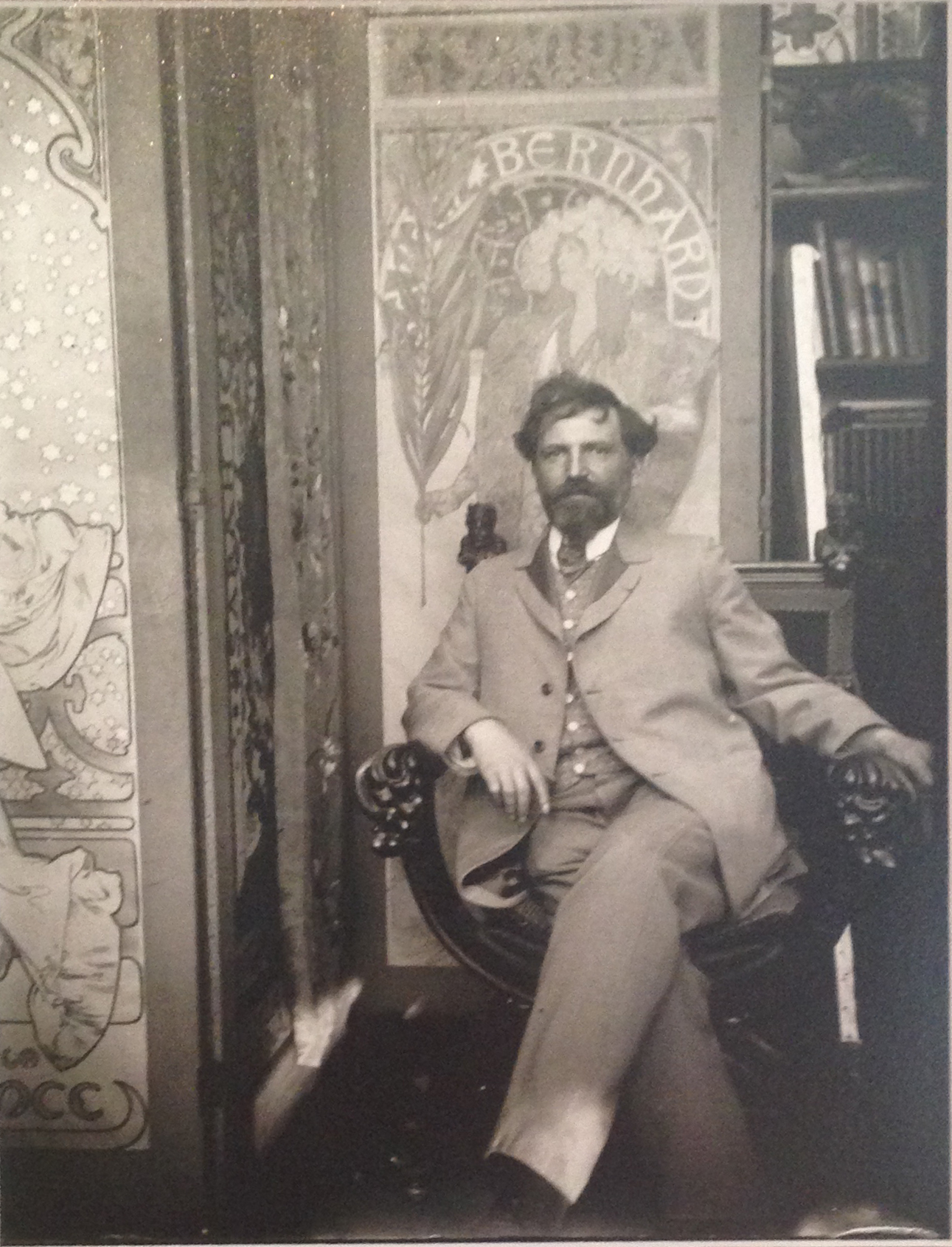
Mucha dans son studio, à Paris, 1897.

Le musée possède une sélection de peintures à l'huile, dessins, pastels , sculptures, photographies et effets personnels de Mucha. Au total, il y a une cinquantaine d'objets d'art.
Le musée se concentre principalement sur la période parisienne de Mucha (1887–1904). Il existe un ensemble complet d'affiches, comprenant des œuvres célèbres représentant Sarah Bernhardt.
Le musée présente également un aperçu de l'atelier de Mucha et un documentaire d'une demi-heure sur la vie du peintre.